# 류드밀라 페트루솁스카야

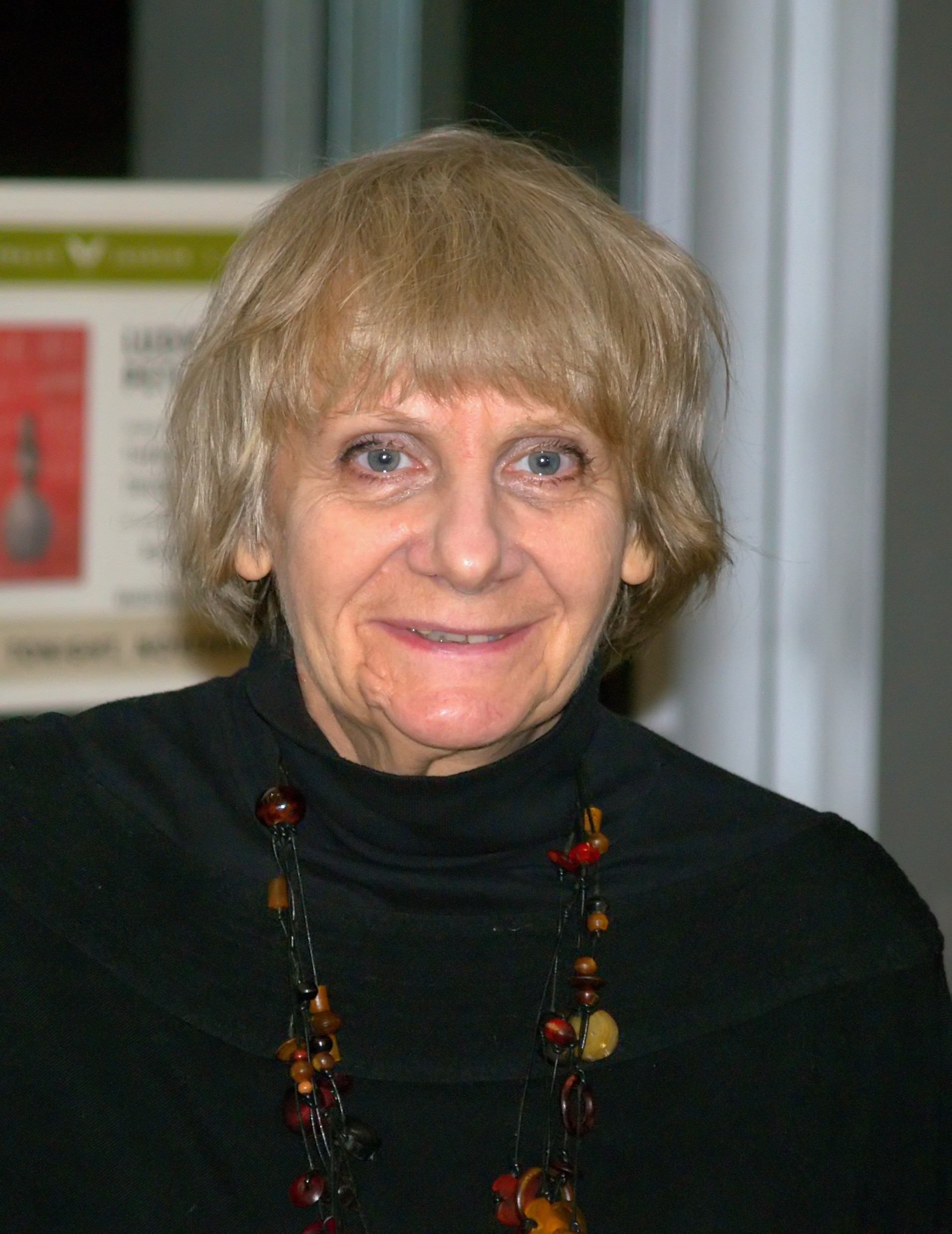

류드밀라 스테파노브나 페트루솁스카야(러시아어: Людмила Стефановна Петрушевская)는 러시아의 작가, 소설가, 극작가이다. 단편소설과 희곡으로 커리어를 시작했다. 그러나 작품들 다수가 소련 정부에 의해 검열되었다. 다만 페레스트로이카 이후에는 그녀의 훌륭한 작품들을 출판할 수 있었다.
페트루솁스카야는 《시간은 밤》을 포함한 연극, 소설, 단편 소설집으로 가장 잘 알려져 있다. 2017년에는 회고록 《The Girl from the Metropol Hotel》을 출간했다. 현존하는 최고의 러시아 문학가 중 한 명으로 여겨지며, 문체로는 안톤 체호프와, 영향력으로는 알렉산드르 솔제니친과 견주어진다. 페트루솁스카야의 작품들은 러시아 부커상, 푸쉬킨상 등 수많은 수상 실적을 자랑한다.
그녀의 예술적인 관심과 성과는 다방면에 걸쳐있다. 가수이자, 화가, 시나리오 작가이다. 영화 애니메이션에 참여하기도 했다.

## 어린 시절
페트루솁스카야는 1938년 5월 26일 소련 모스크바의 메트로폴 호텔에서 태어났다. 그녀의 가족은 볼셰비키 지식인인 아버지가 국가의 적으로 선언된 1941년까지 메트로폴 호텔에서 살았다. 그는 쿠이비셰프(현재는 사마라)로 떠나야했다. 그 후 페트루솁스카야는 합숙소, 거리, 공동 아파트에서 비참한 어린 시절을 보냈다. 그녀는 《The Girl from the Metropol Hotel》에서 이 기간 동안 자신의 마른 체형으로 인해 아이들로부터 "모스크바 성냥개비"라는 별명을 얻었다고 밝혔다.
페트루솁스카야는 9살 때, 어머니와 함께 모스크바로 돌아와 남은 청소년기를 보냈다. 이후 모스크바 국립 대학교에서 저널리즘 학위를 취득했다.

## 경력
페트루솁스카야는 러시아에서 가장 저명한 현대 작가, 동유럽 작가 중 가장 호평받는 문학가 중 한 명이다. Publishers Weekly는 그녀가 "일반적으로 현존하는 러시아 최고의 작가 중 한 명으로 간주된다"고 기술했다. 최근 수십 년 동안 그녀의 작품은 서구에서 점점 더 명성을 높였다. 그녀의 작품은 포스트모더니즘과 안톤 체호프에게서 보이는 심리학적 통찰 및 풍자를 결합한다.
페레스트로이카 전까지 초기 경력의 대부분을 소설보다는 연극에 집중했는데, 연극의 검열이 지면에 실린 작품보다 덜 엄격한 경우가 많았기 때문이다. 그럼에도 불구하고 그녀는 KGB의 감시를 자주 받았으며, 자신의 연극이 검열관에 의해 공연이 어려워지는 상황을 직면했다고 설명한다. Financial Times와의 인터뷰에서 페트루솁스카야는 유명한 문학잡지 신세계에 초기 산문 작품을 출판하기에는 너무 위험하다고 생각했던 일을 회상했다. “그들은 절 지켜줄 수 없다고 말했어요. 정말 피비린내 나는 시간이었습니다... 제 작품이 출판됐더라면 끔찍한 명성을 얻었을 겁니다. 위험했죠. 저는 감옥에 갔을 겁니다." 그럼에도 불구하고 그녀는 존경받는 희곡을 다수 제작했는데, 그 중 가장 유명한 작품으로 《안단테》가 있다. 또한 1979년, 페트루솁스카야는 영향력 있는 러시아 애니메이션 영화 이야기 속의 이야기의 공동작가를 맡았다. 러시아 영화에 대한 페트루솁스카야의 영향력은 1998년 제3회 러시아 오픈 애니메이션 영화제에서 심사위원으로 활동하면서 계속되었다.
페트루솁스카야는 고르바초프의 집권 이후 미발표 소설을 출판하기 시작했다. 첫 번째 소설집인 《불멸의 사랑》으로 그녀는 "하룻밤 사이에 유명인이 되었고" 불과 20년 전에는 출판할 수 없었던 잡지 신세계에서 출판했다. 다른 후기 작품으로는 소설 《시간은 밤》과 《The Number One》이 있으며, 둘 다 러시아 부커상 후보에 올랐]다. 1980년대 후반부터 그녀의 희곡, 소설, 소설은 30개 이상의 언어로 출판되었으며 수많은 찬사를 받았다. 2003년에는 독일의 Alfred Toepfer 재단으로부터 러시아 문학 부문 푸쉬킨상을 수상했고, 2004년에는 예술 부문에서 러시아 국가상을, 2005년에는 스타니슬랍스키상을, 2006년에는 Triumph Prize를 수상했다.
페트루솁스카야는 문학적 업적에 대한 칭송을 회피하는 경향을 보인다. 1993년 Sally Laird와의 인터뷰에서는 "러시아는 여성 호메로스의 땅입니다. 그들은 입으로 이야기를 전하고 아무것도 지어내지 않습니다. 그들은 정말 뛰어난 재능을 지닌 이야기꾼들입니다. 저는 그들의 청중일 뿐입니다." Viv Gruskop에 따르면, 그녀는 또한 자신의 명성에 대해 "나와는 아무 관련이 없다"라고 말했다.
60대 후반의 페트루솁스카야는 가수 경력을 시작하여 자신이 좋아하는 노래에 대한 새로운 가사를 만들었다. 2008년부터 그녀는 모스크바(나이트클럽부터 모스크바 음악의 전당과 같은 주요 공연장까지)와 러시아 전역은 물론 국외에서도 정기적으로 카바레 가수로서 공연해왔다. 페트루솁스카야는 프랑스와 독일 재즈 곡을 부르는 것으로 알려져 있으며, 최근에는 작곡도 시작했다.
페트루솁스카야는 시각 예술가로도 알려져 있다. 그녀의 초상화, 누드화, 정물화는 트레티야코프 미술관, 푸쉬킨 미술관, 국립 문학 박물관 등 러시아의 주요 박물관과 개인 미술관에 전시되었다.

## 작품목록
- 《시간은 밤》[6]
- 《이웃의 아이를 죽이고 싶었던 여자가 살았네》

## 참고문헌
1. ↑  《The New York Review of Books.》
2. 1 2 3 4  “Nonfiction Book Review: The Girl from the Metropol Hotel by Ludmilla Petrushevskaya, trans. from the Russian by Anna Summers. Penguin, $16 trade paper (176p) ISBN 978-0-14-312997-4”. 《PublishersWeekly.com》 (영어). 2017년 12월 28일에 확인함.
3. 1 2 3 4 5 6 7 8 9 10  Groskop, Viv. "Russia's last writer," Financial Times, 14 January 2011. Retrieved 28 December 2017
4. ↑  World Fantasy Convention (2010). “2010 World Fantasy Award Winners & Nominees”. 2012년 10월 27일에 원본 문서에서 보존된 문서. 2011년 2월 4일에 확인함.
5. 1 2 3 4 5 6  Lyudmila, Petrushevskaya (2017). 《The girl from the Metropol Hotel : growing up in communist Russia》. New York, New York. ISBN 978-0143129974. OCLC 950444041.
6. 1 2  “Fiction Book Review: The Time: Night by Ludmila Petrushevskaya, Author, Liudmila Petrushevskaia, Author, Ludm Petrushevskaya, Author Pantheon Books $20 (155p) ISBN 978-0-679-43616-4”. 《PublishersWeekly.com》 (영어). 2017년 12월 28일에 확인함.
7. 1 2  《The New Yorker》.
8. ↑  “Complete Interview with Ludmilla Petrushevskaya | Kirkus Reviews”. 《Kirkus Reviews》 (미국 영어). 2017년 12월 28일에 확인함.
9. ↑  Schwartz, Alexandra (2009년 12월 2일). “Sometimes a Small Redemption: On Ludmilla Petrushevskaya”. 《The Nation》. ISSN 0027-8378. 2017년 12월 29일에 원본 문서에서 보존된 문서. 2017년 12월 28일에 확인함.
10. ↑  Laird, Sally (1999). 《Voices of Russian Literature: Interviews with Ten Contemporary Writers》 (영어). Oxford University Press. ISBN 978-0-19-815181-4.